# Lago di Karataş
Il lago di Karataş (in turco: Karataş Gölü) è un piccolo lago d'acqua dolce poco profondo situato in Turchia nella piana di Tefenni. Esso si trova nel distretto di Karamanlı della provincia di Burdur, e fa parte del distretto turco dei laghi.

## Geografia
L'altitudine del lago è di 1050 m; la sua superficie ammonta a 1190 ettari, e la profondità massima è di 2 m. Le acque del Bozçayın prima di entrare nel lago sono raccolte nella diga di Karamanlı, per cui il lago tende a prosciugarsi. Il torrente Bademli e il lago di Akçay vengono utilizzati per irrigare i campi circostanti. Con lavori di rimboschimento intorno al lago si cerca di costruire un'area ricreativa e un paradiso per gli uccelli. Il lago, che è una zona di caccia e di conservazione della fauna selvatica, è vicino alla collina di Karataş e ai monti Kağılcık.

## Flora e fauna
Nel lago ci sono molti canneti. Lì sono state identificate 122 specie di uccelli nidificanti.
Intorno al lago Sono stati identificati 61 specie di uccelli acquatici, 48 di passeri, 12 di uccelli diurni e una di rapaci notturni. Gli uccelli principali avvistati nella zona sono; la casarca, l'oca selvatica, l'oca, il fischione, l'airone cenerino, l'airone bianco maggiore, la garzetta, il moriglione, l'alzavola comune, la canapiglia, la pittima reale. Nel lago sono state identificate 15 specie di pesci, 2 di anfibi e 9 di rettili. Pesci, anfibi e specie di rettili presenti nel lago e nei suoi dintorni; la carpa, il carassio, la scardola, il luccio, il rospo smeraldino, la rana verde maggiore, la tartaruga palustre del Caspio, le testudinidi, lo stellione, la lucertola dei Balcani orientali, l' ophisops elegans, la segestria florentina, il coluber caspius, la biscia dal collare, la biscia tassellata. L'ittiofauna comprende anche molti siluridi.
Il lago, che è compreso nella lista delle zone umide internazionali, nel 1985 è stato dichiarato area di conservazione della fauna selvatica.